# Calebassier
Crescentia cujete
Pour les articles homonymes, voir Caleb.
Espèce
Classification phylogénétique
Le calebassier (Crescentia cujete) est une espèce de plantes à fleurs de la famille des Bignoniacées. C'est un petit arbre originaire d'Amérique tropicale, dont le fruit ligneux est utilisé comme récipient, sous le nom de calebasse ou coui.
Il convient de ne pas confondre les calebasses issues du calebassier de celles tirées des fruits de la plante du même nom, la Calebasse (Lagenaria siceraria), plante rampante de la famille des Courges (Cucurbitacées), originaire d'Afrique.

## Nomenclature, étymologie
L’espèce a été la première fois décrite par Carl Linné sous le nom de Crescentia cujete, en 1753, dans Species Plantarum 2: 626. 1753. (1 May 1753) . Linné s’appuie sur les descriptions du botaniste Charles Plumier qui fit plusieurs voyages aux Antilles françaises, au Brésil et Pérou.
Le nom de genre Crescentia est dédié à Pietro de' Crescenzi (Petrus Crescentius ; 1233-1320) juriste, agronome et écrivain italien.
L’épithète spécifique cujete vient du tupi cuia « la calebasse », cujetê (la plante), cuiaba (grande calebasse) (da Cunha, 1978).

## Description

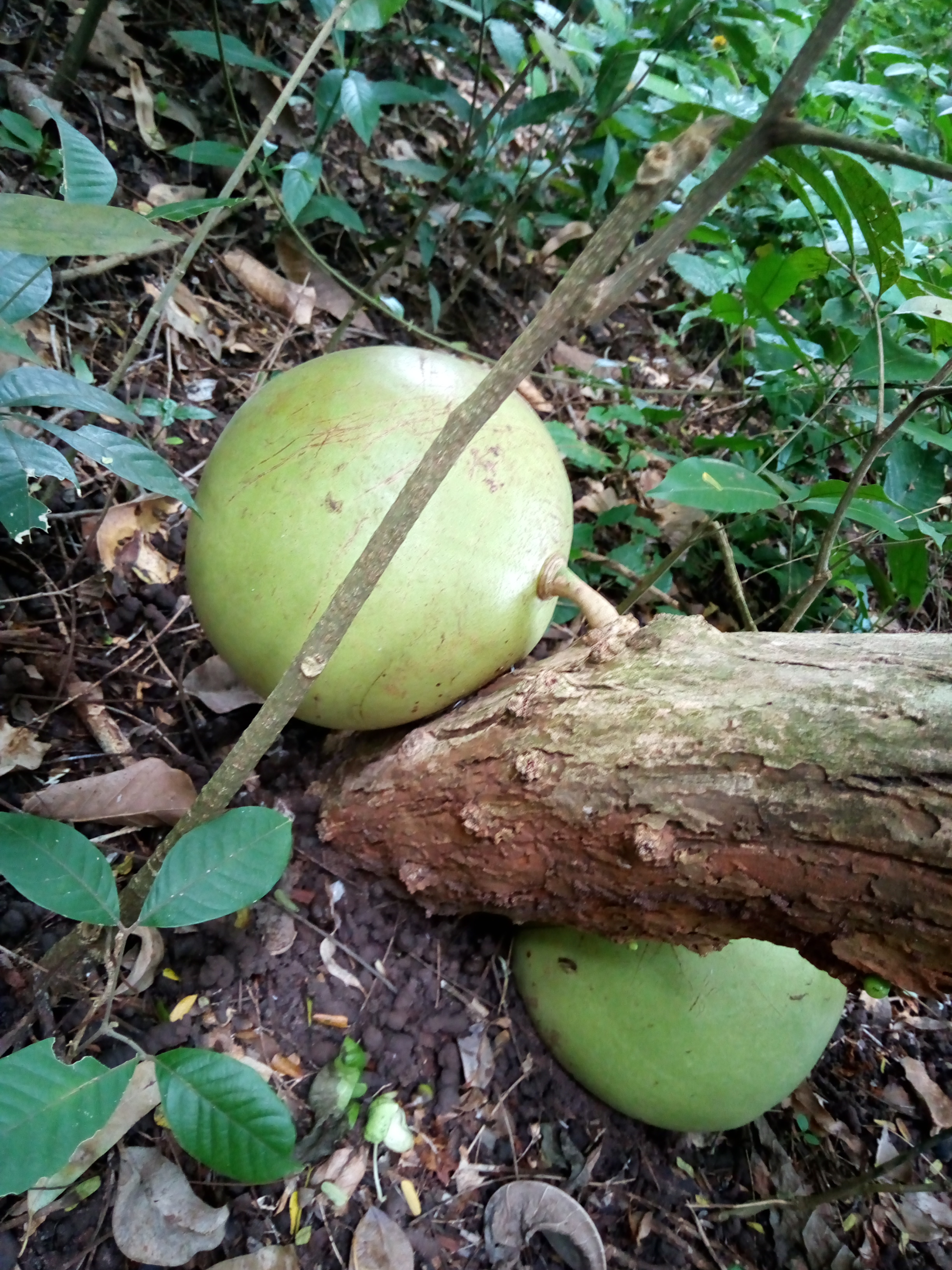
Calebassier au jpn porto-novo au Bénin.

Le calebassier est un arbuste ou petit arbre de 3 à 8 m de hauteur, à l'écorce grise excoriée, aux branches étalées ou pendantes.
Les feuilles simples sont  groupées en fascicules par 2 à 10. Elles sont spatulées ou oblongues, à base atténuées, luisantes et presque sessiles.
Les fleurs apparaissent solitaires (ou en fascicule de 1-4) directement sur le tronc ou les branches aoûtées (cauliflorie). Le calice vert glauque, de 2-3 cm est charnu et comporte deux larges lobes arrondis ou ovés. La corolle campanulée est jaune verdâtre, rayée de traînées violacées et dégage une odeur de fromage. Le tube subglobuleux se prolonge en lobes foliacés, ondulés, découpés, inégaux. Il contient 4 étamines, didynames et un ovaire unicarpellé.
La floraison a lieu toute l'année mais surtout en mars-juillet.
Le fruit est une grosse baie globuleuse ou ellipsoïde, de 10-35 cm de diamètre, au péricarpe ligneux et à la pulpe abondante et aigrelette, enfermant des graines ovales, aplaties.

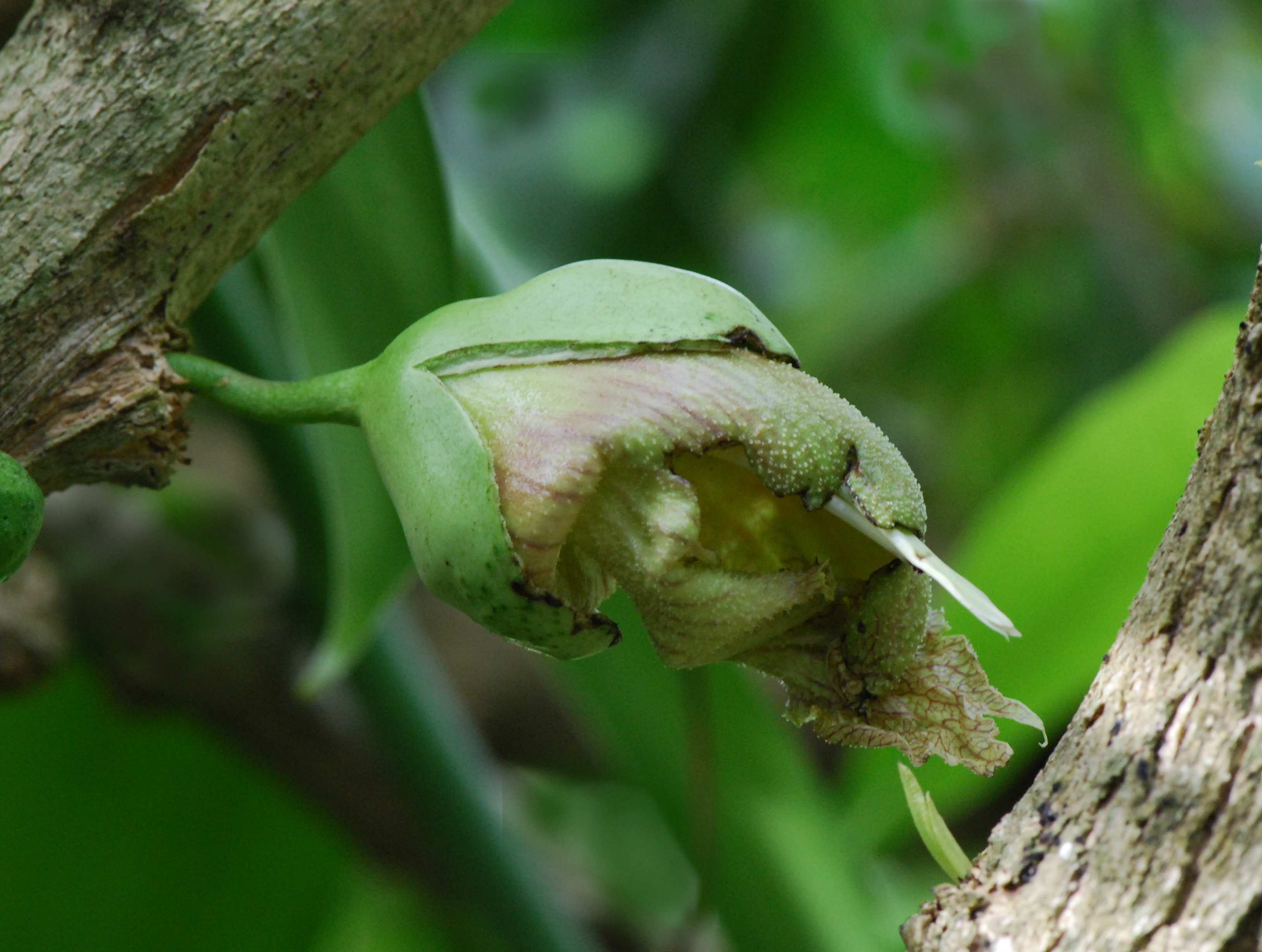
Fleur de calebassier.

## Écologie
L'arbre est originaire du nord de l'Amérique tropicale (Caraïbe, Mésoamérique, Mexique, Colombie).
Il est très commun aux Antilles françaises. On le trouve dans les zones humides.
Il est largement cultivé dans la plupart des pays tropicaux.

## Composition
La pulpe du fruit contient de l'acide cyanhydrique, de l'acide tartrique, citrique et chlorogénique, des alcaloïdes et des polyphénols (Longuefosse1995). De nombreux iridoïdes et leurs glucosides ont aussi été trouvés. Son ingestion est susceptible de provoquer des diarrhées sévères.
Longuefosse signale aussi une activité cancérigène de la pulpe de type leucémie-lymphome. Des furofuranonaphthoquinones ayant la propriété de cliver l'ADN, ont été mis en évidence.
Les feuilles  contiennent des phénols, des leucoanthocyanines et des dérivés de l'épigénine et de la quercétine, qui expliqueraient l'activité anti-inflammatoire et antiallergéniques. Des naphtoquinones, glycosides d'iridoïdes, aucubine, plumieride et aspéruloside ont aussi été détectés.

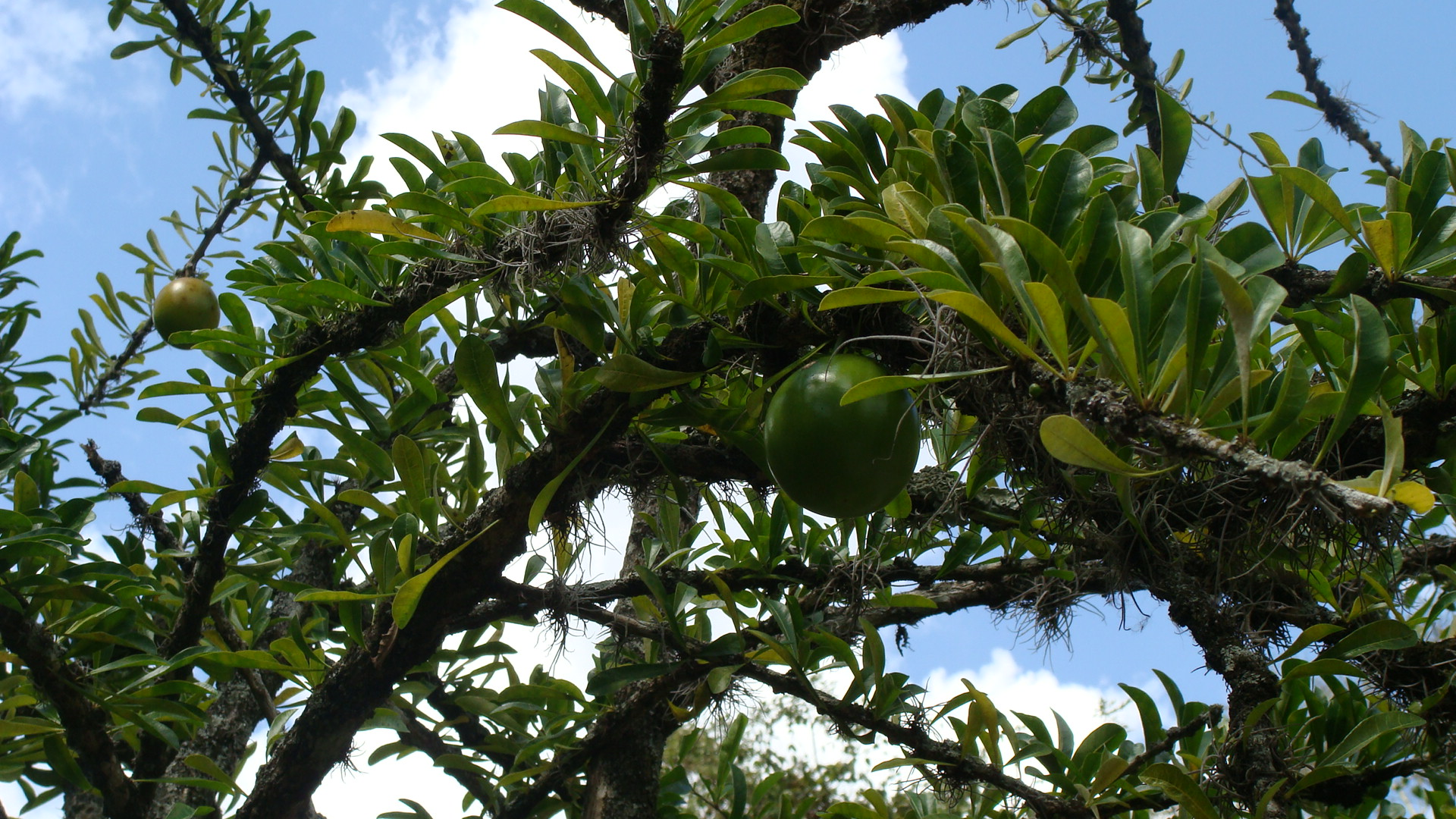
Branche de calebassier.
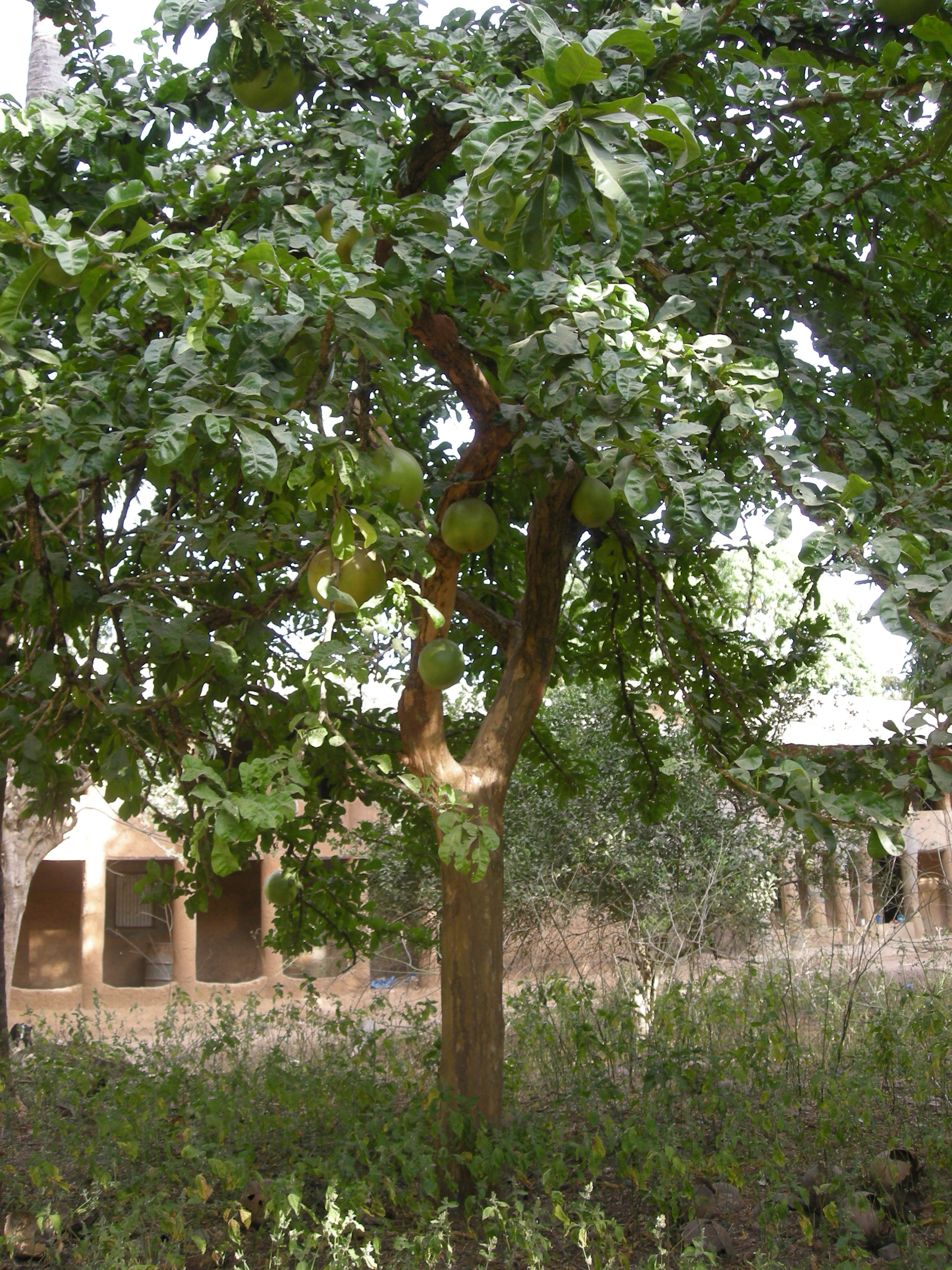
Calebassier à Mlomp, en Casamance, au Sénégal.
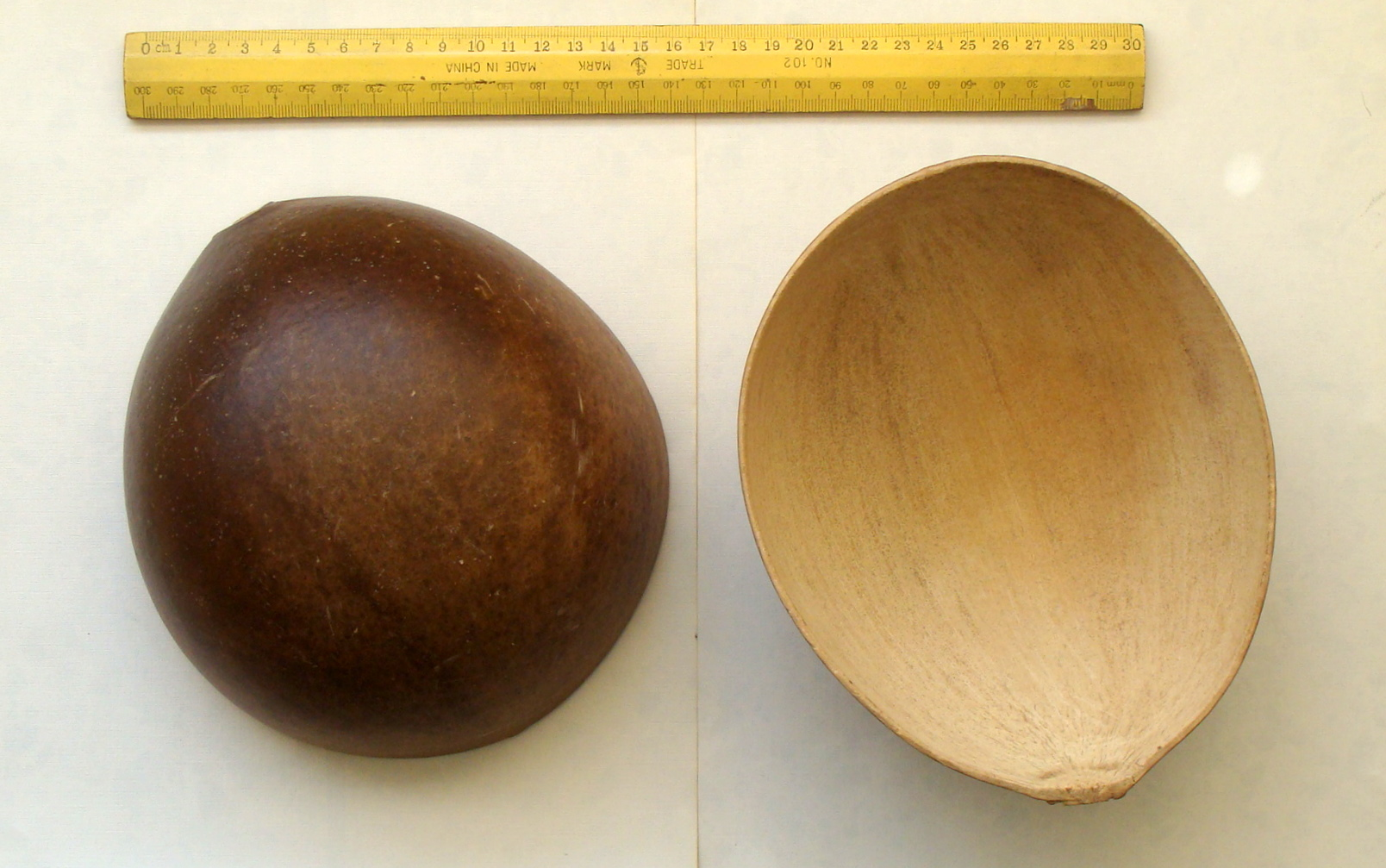
Calebasses.
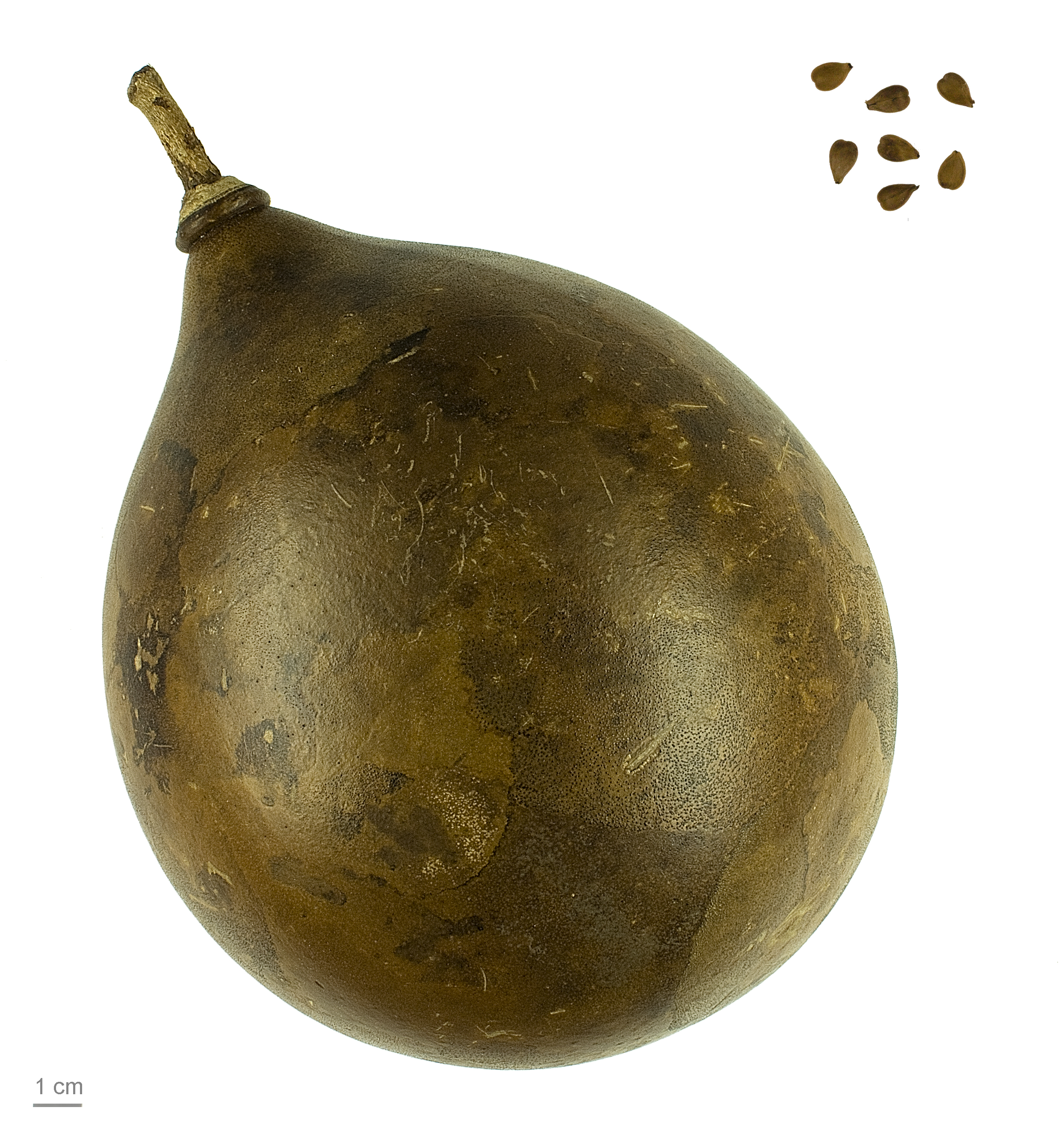
Crescentia cujete au Muséum d'histoire naturelle de Toulouse.

## Utilisations
Les autochtones des Caraïbes coupaient en deux les fruits, les évidaient et en faisaient des récipients appelés coui (kwi) ou calebasse en créole antillais. Ils pouvaient ensuite être décorés avec du roucou ou de l'indigo. Ces couis coupés à nouveau en deux servaient de cuillères sous le nom de cicayes.
En Dominique, les Caraïbes utilisaient la pulpe du fruit contre les refroidissements. Ils la considéraient comme purgative et même abortive. Ils en faisaient aussi des cataplasmes contre les maladies de peau.
Au début du XXe siècle, la pulpe était utilisée en usage externe contre les coups de soleil, les « crabes » (crevasses de la plante du pied), les contusions et les blessures.